# 임상시험수탁기관
임상시험수탁기관(Contract research organization, CRO)이란 제약회사가 신약개발에 드는 비용을 절감하기 위해 임상시험 연구를 아웃소싱하는 기관을 말한다. 임상시험수탁기관(Contract Research Organization : CRO)은 신약개발 단계에서 제약사의 의뢰를 받아 임상시험 진행의 설계, 컨설팅, 모니터링, 데이터관리, 허가대행 등의 업무를 대행하는 에이전시이며 한국의 임상시험수탁기관들은 약 10년의 짧은 기간에도 불구하고, 국내 임상시험의 폭발적 증가에 발맞춰 규모를 확장해 나가고 있다.
또한 CRO 업체는 의료기기의 임상 관련 질병을 찾는 능력 및 치료할 수 있는 능력을 입증하는 임상시험 연구의 아웃소싱도 수행한다. 신의료기기의 경우 새로운 임상 분야에 (진단/치료 관련) 적용을 하는 것이라 임상적인 효과가 있어야 하고, 임상적인 위험(부작용등)이 없는지 확인해야 한다.
[팜뉴스 2020-08-27 '차세대 유망산업 CRO 인력이 핵심이다] https://www.pharmnews.com/news/articleView.html?idxno=101181